# Matteo Levantesi
Matteo Levantesi (Fermo, 18 de abril de 1997) es un deportista italiano que compite en gimnasia artística.
Ganó tres medallas en el Campeonato Europeo de Gimnasia Artística entre los años 2022 y 2024, en la prueba por equipos.

## Palmarés internacional
| Campeonato Europeo | Campeonato Europeo | Campeonato Europeo | Campeonato Europeo   |
| Año                | Lugar              | Medalla            | Prueba               |
| ------------------ | ------------------ | ------------------ | -------------------- |
| 2022               | Múnich (Alemania)  | Medalla de plata   | Concurso por equipos |
| 2023               | Antalya (Turquía)  | Medalla de oro     | Concurso por equipos |
| 2024               | Rímini (Italia)    | Medalla de bronce  | Concurso por equipos |